# San Pedro de Tutule (kommun)
San Pedro de Tutule är en kommun i Honduras.   Den ligger i departementet Departamento de La Paz, i den sydvästra delen av landet, 60 km väster om huvudstaden Tegucigalpa. Antalet invånare är 5 177.